# Bricket Wood
Bricket Wood – wieś w Anglii, w hrabstwie Hertfordshire, w dystrykcie St Albans. Leży 22 km na południowy zachód od miasta Hertford i 28 km na północny zachód od centrum Londynu. Miejscowość liczy 4095 mieszkańców.